# Tournaisià
| Permià | Cisuralià    | Asselià     | més recent  |
| Carbonífer | Pennsylvanià | Gjelià      | 303,7 ± 0,1 |
| Carbonífer | Pennsylvanià | Kasimovià   | 307,0 ± 0,1 |
| Carbonífer | Pennsylvanià | Moscovià    | 315,2 ± 0,2 |
| Carbonífer | Pennsylvanià | Baixkirià   | 323,2 ± 0,4 |
| Carbonífer | Mississippià | Serpukhovià | 330,9 ± 0,2 |
| Carbonífer | Mississippià | Viseà       | 346,7 ± 0,4 |
| Carbonífer | Mississippià | Tournaisià  | 358,9 ± 0,4 |
| Devonià | Superior     | Famennià    | més antic   |
| Subdivisió del sistema Carbonífer segons l'ICS.. Actualitzat amb la Taula Cronostratigràfica de l'ICS del 2013 |              |             |             |

El Tournaisià és una de les tres edats de l'època del Mississippià del període Carbonífer. Comprèn el temps entre fa 359,2 ±2.5 i 345,4 ±2.1 milions d'anys. Succeïa el Famennià i precedia el Viseà. Durant el Tournaisià es formaren i moriren antics boscos, donant peu a la creació dels combustibles a base de carboni utilitzats en l'actualitat, com ara el carbó, el petroli i altres combustibles fòssils. El seu nom fa referència a la ciutat belga de Tournai.